# چارلز متکالف، اولین بارون متکالف

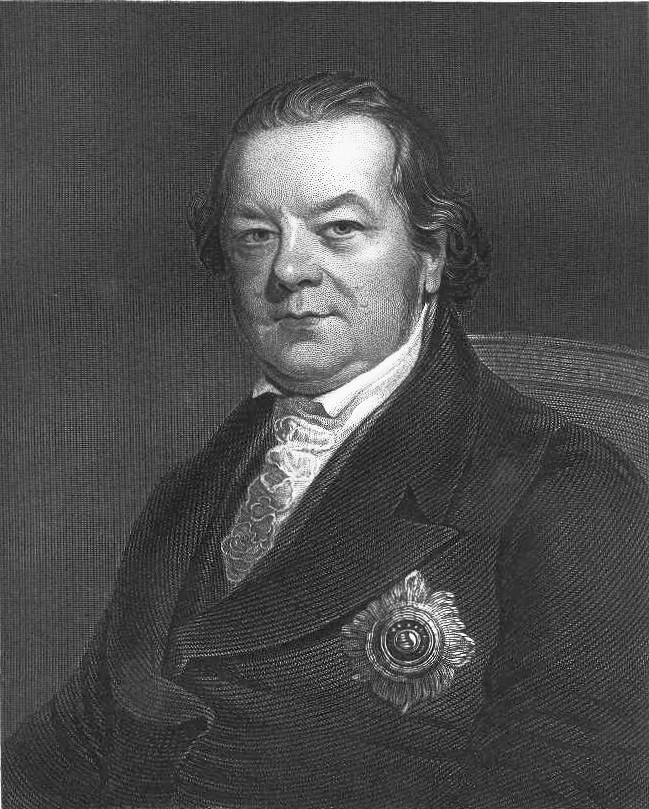
چارلز تئوفیلوس متکالف، نخستین بارون متکالف

چارلز تئوفیلوس متکالف، (به انگلیسی: Charles Metcalfe, 1st Baron Metcalfe) نخستین بارون متکالف، (۳۰ ژانویه ۱۷۸۵–۵ سپتامبر ۱۸۴۶)، معروف به سر چارلز متکالف Bt، یک مدیر مستعمراتی بریتانیا بین سال‌های ۱۸۲۲ و ۱۸۴۵ بود. او مسئولیت‌هایی از جمله سرپرست فرمانداری هند، فرماندار جامائیکا و فرماندار کل استان کانادا را داشت.